# Панянки (пряники)
Панянки́, ба́ришні або пря́никові ко́ники — українські писані вирубні пряники з пісного солодкого тіста, які готують до Різдва у період посту, традиційне обрядове печиво Полтавщини (зокрема Котелевщини) та Слобідської України (включно з Вороніжчиною), відоме щонайменше з XVIII століття. Звичайно ці пряники роблять у подобі дівчини, через що вони дістали свою назву, але панянки можуть бути також у формі коників, вершників, півників, пташок, рибок, чобітків тощо. Тісто панянок забарвлюють виключно у відтінки червоного або рожевого (історично використовували буряковий сік), а згори наносять візерунки білою, жовтою та синьою «лазаровкою» (глазур'ю).
Березнянські баришні входять до обласного переліку нематеріальної культурної спадщини Чернігівщини, а котелевські панянки визнано елементом нематеріальної культурної спадщини Полтавщини. На підросійській Слобожанщині славляться бутурлинівські коники, на Сумщині — куземинські панянки. В 2025 році до національного списку нематеріальної культурної спадщини України було додано традицію випікання та дарування обрядових різдвяних пряників на Слобожанщині. 

## Інші назви

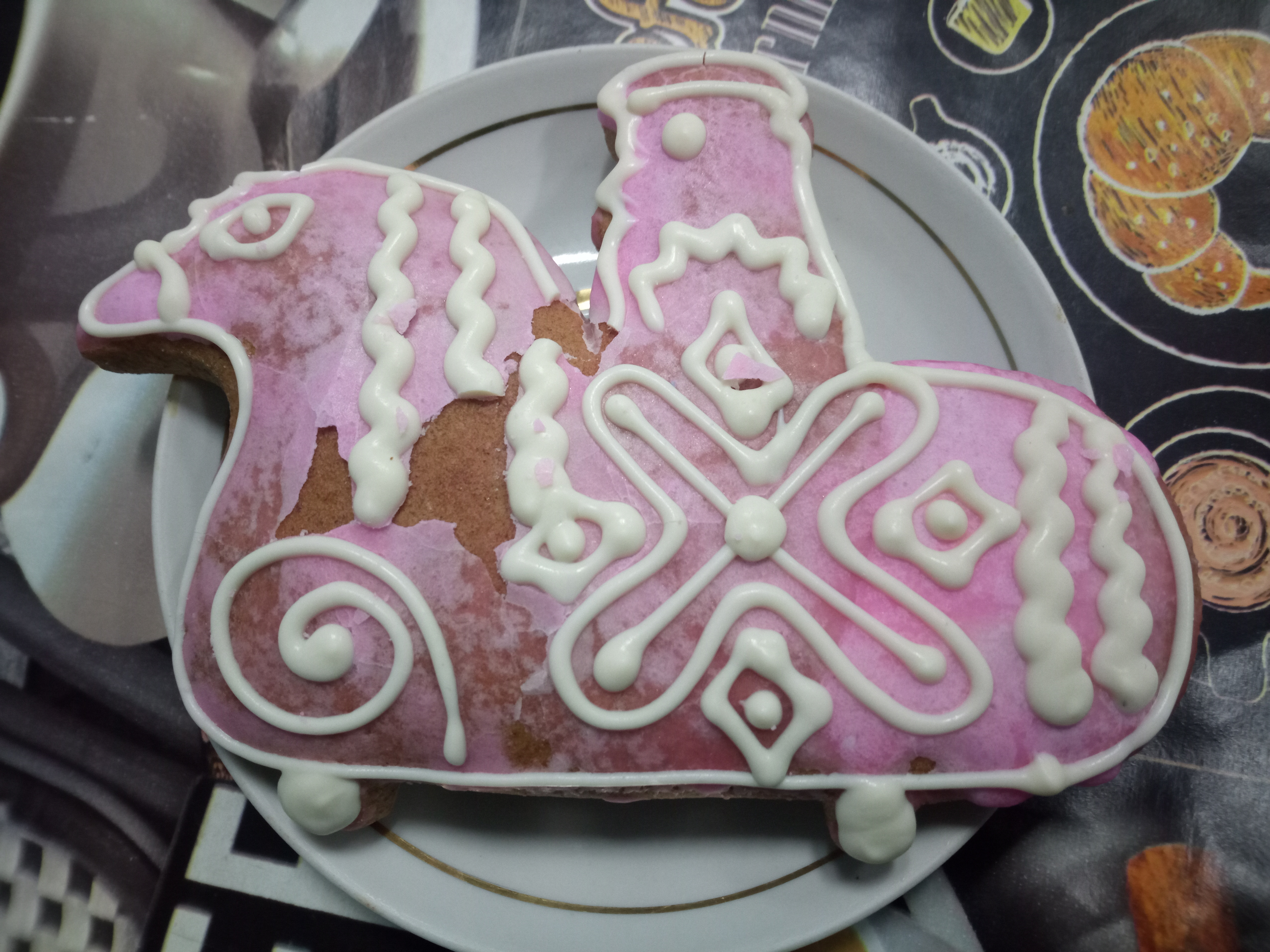
Пряник вершник.

Оскільки ці пряники бувають різної форми, їх залежно від зовнішнього виду називали «кониками», «вершниками» чи «кавалерами», «московками» чи «баринями», «півниками» тощо. Тому етнографи інколи називають їх загально «різдвяні рожеві пряники».

## Обрядовість
Остап Вишня, «Все життя з Гоголем»
Із пряниками-панянками пов'язаний обряд дарування. Традиційно їх випікали лише раз на рік перед Різдвом і дарували дітям на Святвечір, причім обов'язково парну кількість, оскільки робилось це на поминання немовлят, згублених царем Іродом. Діти зазвичай не відразу їли ці красиві пряники, а виставляли їх на видне місце й хизувались. Інколи ними милувалися аж до літа чи навіть осені: рецептура пряників дозволяла їм засохнути, але не зіпсуватись.
По селах були майстрині, які займались випіканням панянок на замовлення. Замовляти різдвяні пряники починали після дня святого Миколая. Окрім того пряниками торгували на різдвяному ярмарку (продавали у кількості, кратній двом), а залишки розпродували до (Старого) Нового Року.
Форми для пряників звичайно робили жерстяні: місцеві ковалі нарізали шмат бляхи й вручну вигинали. Панянки були різних розмірів: від 20 см до 60 см. Найбільших панянок дарували хрещеникам. Дівчатам дарували власне панянок, хлопцям — коників. Даруючи, дівчинці казали: «Будь здорова, щаслива і гарна, як ця бариня», — а хлопчику: «Щоб ти був скорий на ноги, щоб усе скоро робив, коня тобі даю, рости здоровий». Чобітки, пташки та вершники призначались для колядників. Також пряники дарували вечірникам — дітям, які після Святої вечері приносили страви родичам чи сусідам. Кілька пряників ставили на божник та над дверима як оберіг, де вони стояли до наступного Різдва.

## Рецепти

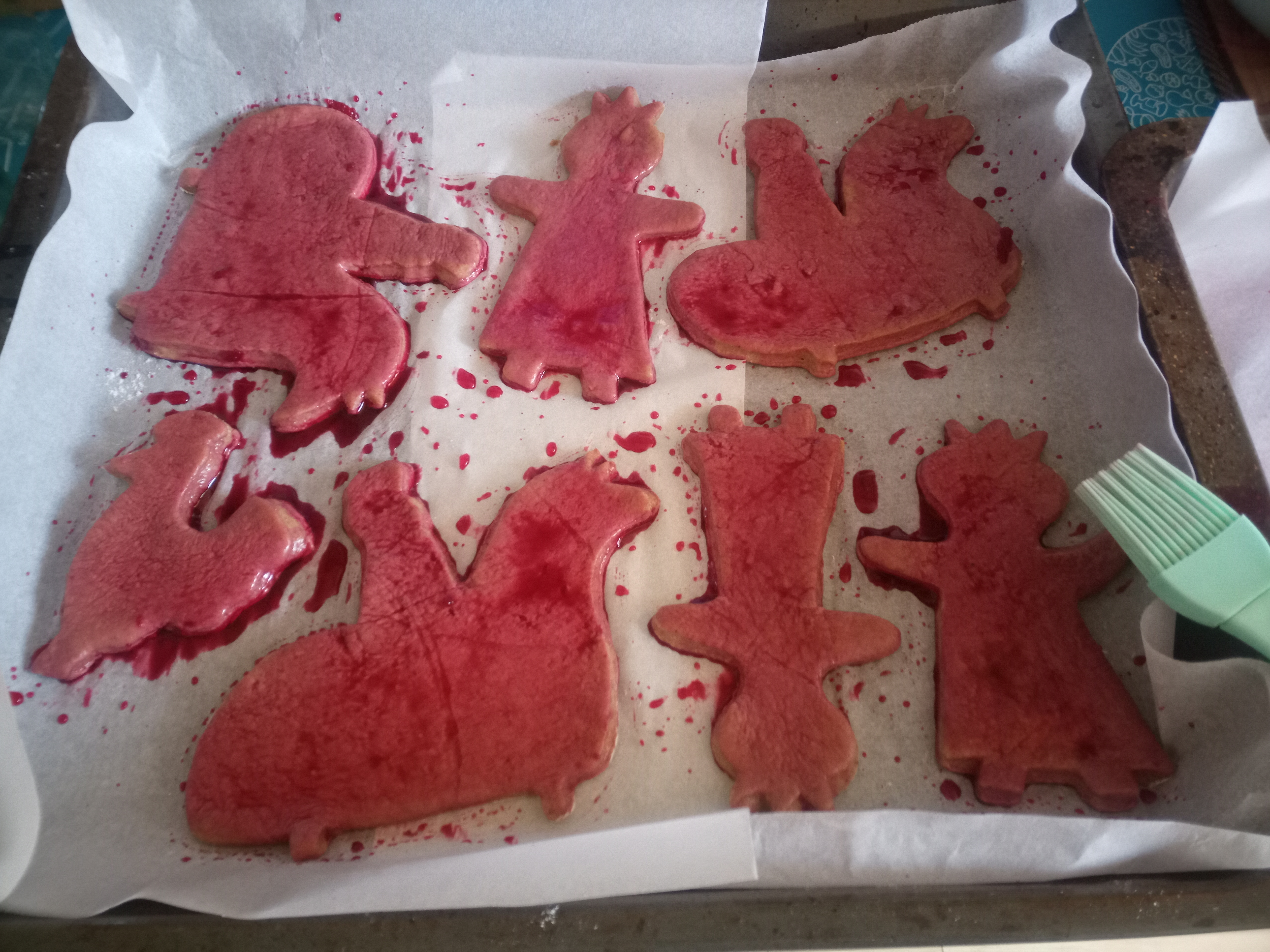
Пряники перед запіканням.

У давнину пряничні майстрині брали півтора мішка борошна та руками перемішували його з мішком цукру. З того випікали на продаж близько 3 000 пряників, на що йшло 2-3 тижні щоденної праці.
Рецепти тіста у різних селах різняться, оскільки раніше кожна майстриня мала свій рецепт і тримала його в таємниці. Так у Деревках тісто замішують на молоці, в Опішні роблять пісочне — туди додають яйця і вершкове масло. Котелевські господині іноді кладуть до тіста смалець, щоби пряник не черствів.
«Лазаровка» робиться «на око», точних пропорцій немає. Вона мусить бути не занадто густа і в міру рідка. Сам процес розпису є досить складним, адже рідку кольорову суміш необхідно налити у саморобний ріжечок з цупкого вощеного паперу і тоненькою цівочкою дуже швидко розмалювати «панянку».
Один із старовинних рецептів пряників зберігся на списаних аркушах псалтиря 1897 року видання, який належав родині Шевченків із Березної. У 19 столітті ця сім'я торгувала пряниками у сусідньому селі Городищі.
Брали чавун чи товстостінну сковороду. Викладали цукор та нагрівали на сильному вогні у печі чи на грубі з чавунною плитою до повного розчинення. Стежили, щоб цукор не пригорів, інакше пряники отримували гіркуватий присмак. Одночасно, в окремій посудині готувався окріп. Коли цукор розчинявся, у чавун (сковороду) обережно вливали окріп тонким струмком. Додавши соду, яка шумувала, варили карамель до насиченого темно-бурштинового кольору. Далі — знімали чавун з вогню, додавали свинячий жир, сіль, спеції. Залишали суміш трохи охолонути  на 15 хвилин. Потім відділяли жовтки з трьох яєць і, попередньо розмішавши, додавали у карамельний розчин. Борошно додавали частинами та швидко розмішували великою дерев'яною ложкою. Виходило липке тісто, яке накривали рушником, ставили у прохолодне місце (льох) щонайменше на добу. Далі — на столі з борошном розкатували тісто товщиною з мізинець, вирізали пряники вирубками (формами) або ножем. Викладали на змащені олією сковороди. Випікали пряники у печі або духовці груби. Охолоджені пряники прикрашали глазур'ю. Змішували цукор з водою у пропорції 1 до 2-х, варили до бажаної консистенції. Як барвник використовували сік буряка та моркви. Оформлення було просте — кружечки, крапочки, завитки.
У тісто додавали смалець з метою економії — так обходились без меду.
Однак у більшості сучасних рецептів, записаних зі слів літніх майстринь, тісто суворо пісне: без яєць і свинячого жиру, — а замість соди використовують розпушувач амоній. Також пряники здебільшого розписують по гарячому.

## Як сучасний сувенір

### Котелевські коржики
Котелевський коржик — авторський проєкт Оксани Дорошенко, спадкоємиці знаної котелевської майстрині Ганни Дорошенко. Від народних різдвяних рожевих пряників Котелевський коржик відрізняється складнішим різнобарвним розписом, не обмеженим канонами традиції.

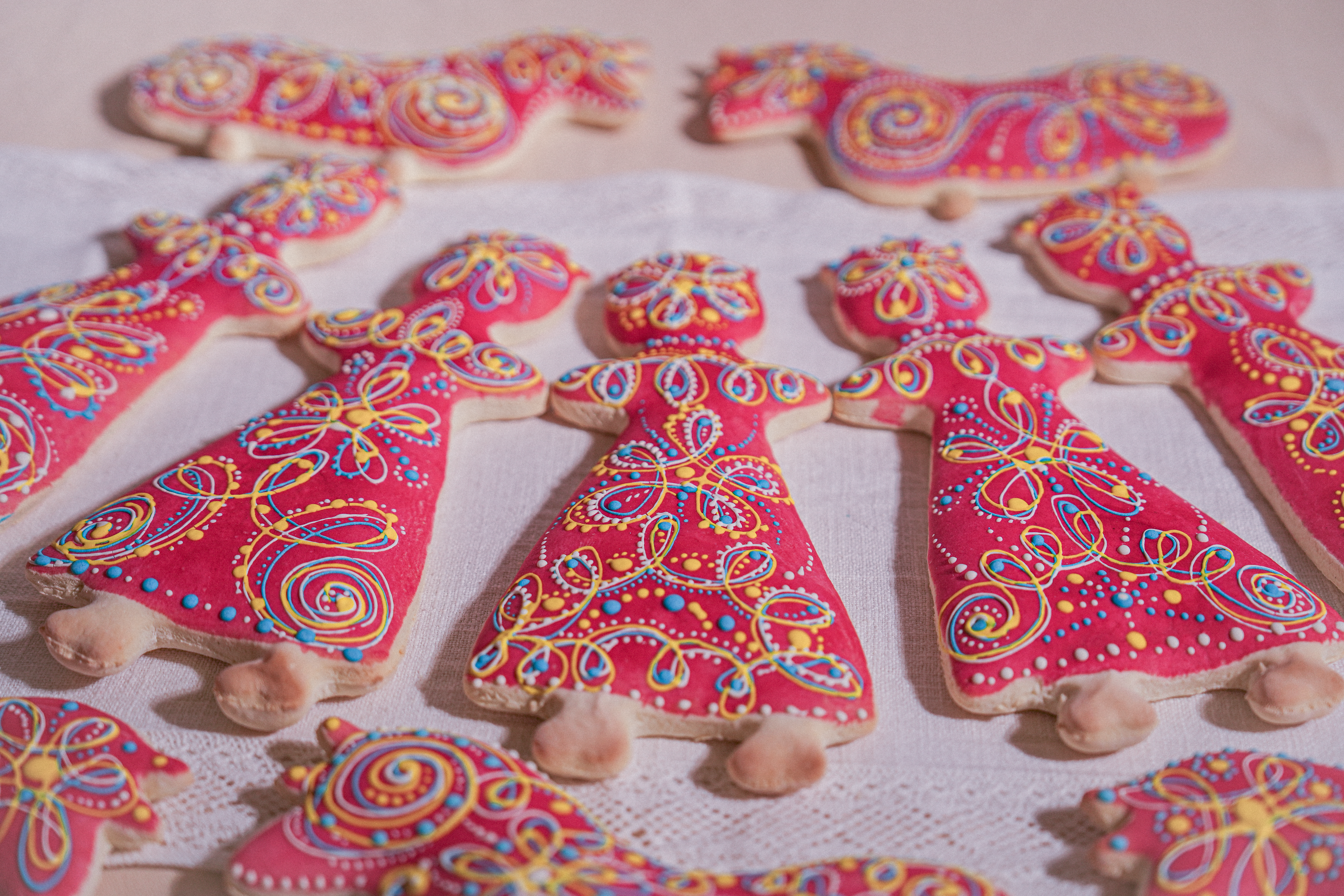
Котелевські коржики Оксани Дорошенко.
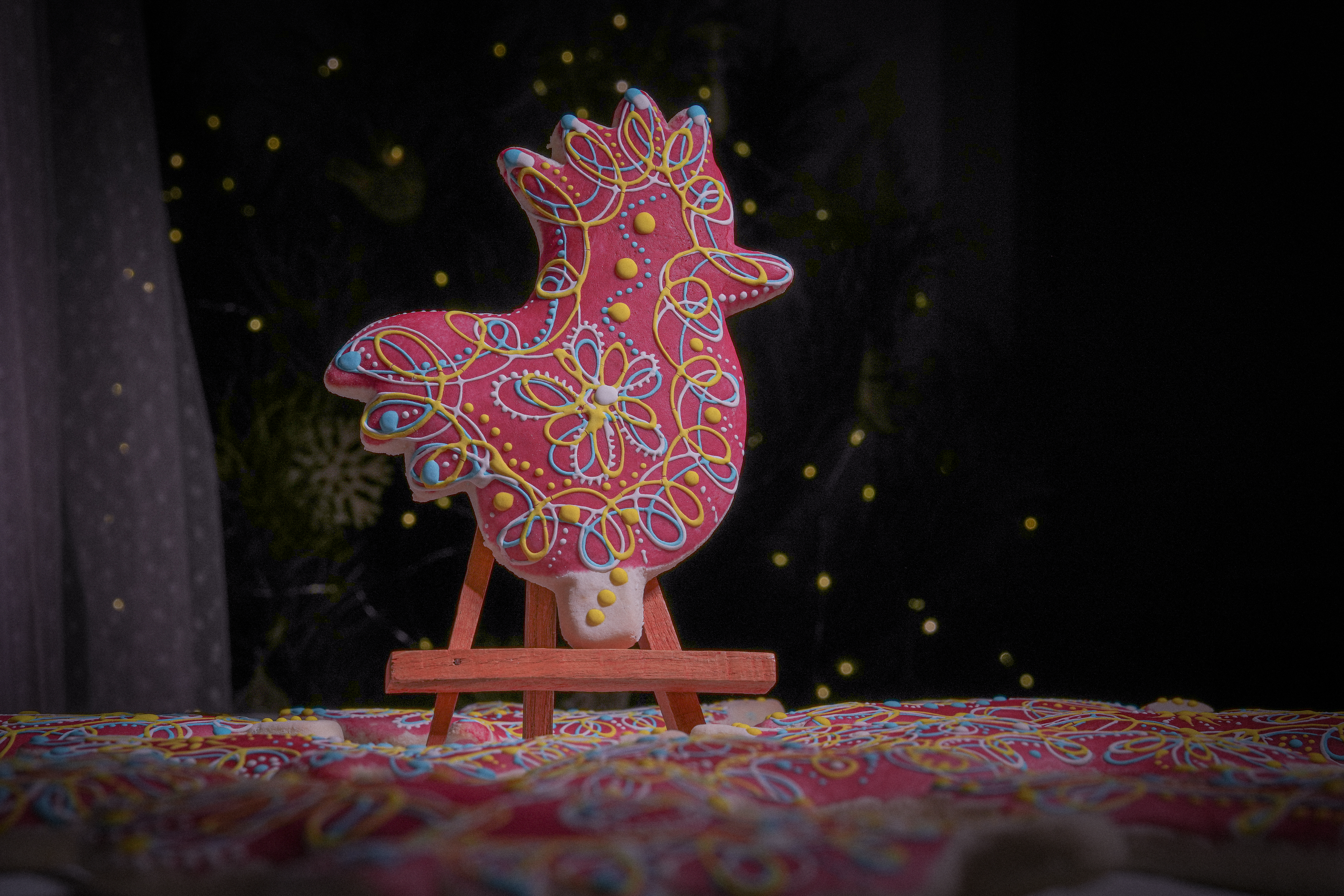
Котелевський коржик: півник.

### Фабричне виробництво
У 1973-74 роках з ініціативи слобожанського митця Петра Пономарьова сувенірні рожеві пряники випікали у Воронежі у кондитерському цеху міського винного заводу та хлібзаводу № 6. Нині промислове виробництво налагоджено на бутурлинівській пекарні.